# 音速小子2 (電影)
是一部於2022年上映的美國動作冒險喜劇片，2020年電影《音速小子》的續集，《音速小子電影系列》第二部電影，改編自SEGA出品的電子遊戲《音速小子》系列，由傑夫·福勒執導，派翠克·凱西和喬許·米勒編劇，詹姆斯·馬斯登、蒂卡·桑普特、娜塔莎·羅斯威爾、亞當·帕利、薛馬·摩爾和金·凱瑞主演，本·施瓦茨、柯琳·維拉德和伊卓瑞斯·艾巴擔任主要配音員。
《音速小子2》由派拉蒙影業定檔2022年4月8日美國上映。外界對本片的評價褒貶不一，評論主要稱讚動作片段、視覺效果、幽默、動畫角色和演員的表演，但批評劇本、片長和節奏的問題。續集《音速小子3》於2024年推出；電影還推出了由艾巴主演的衍生迷你影集《納克魯斯》（2024年）。

## 剧情
艾格曼博士（該部起開始稱呼他為「蛋頭博士」）被索尼克放逐到蘑菇星球的九個月後利用索尼克留下的毛髮作為能源製造出訊號發射器並向太空發射訊號，因此引來了針鼴一族的倖存者納克魯斯，納克魯斯對於索尼克的毛髮有濃厚興趣而蛋頭博士表示願意為他帶路。
與此同時，在地球的索尼克试图帮助公众打擊犯罪，但往往弄巧成拙。汤姆建议索尼克在他和麦迪去夏威夷参加她妹妹瑞秋的婚礼之前，要保持耐心等待他的力量。而當索尼克独自一人在家玩耍時，遭到了蛋頭博士與納克魯斯的攻擊，納克魯斯渴望奪回他已滅絕的部落寶物「王者翡翠」，其擁有讓使用者用意願改變現實的能力。
索尼克不敵納克魯斯，此時狐狸迈尔斯·“塔爾斯”普劳尔出現並救走索尼克，塔爾斯是一隻很崇拜索尼克的雙尾狐狸，他為了警告索尼克关于納克魯斯的事情而來。在得知已故守護者「長爪」給索尼克的地圖就是王者翡翠的線索後，索尼克說服塔爾斯帮助他找到王者翡翠。此時蛋頭博士找到了以前的助手史東恢復了以往的裝扮，出現並提出幫助納克魯斯尋找王者翡翠，但暗中計畫自己偷走王者翡翠。索尼克和塔爾斯根據地圖提供的線索來到西伯利亚，他們在一座古老的守護者遺跡裡找到了一个羅盤。此時跟蹤他們的蛋頭博士和納克魯斯出現，攻擊并沿路追逐索尼克和塔爾斯下山。戰鬥產生的雪崩中，蛋頭博士和納克魯斯搶走了羅盤。面對雪崩無力的索尼克緊急聯絡在夏威夷的汤姆，讓他用金環将索尼克和塔爾斯經由開啟的傳送門到婚礼上救出了他们。
婚禮中，瑞秋的未婚夫藍道和他的婚礼客人突然暴露自己是国家卫队（G.U.N.）的卧底特工，并俘虏了索尼克、塔爾斯和汤姆。麦迪和瑞秋利用塔爾斯遺落的道具擊敗特工將他們救出來。拿到羅盤的蛋頭博士和納克魯斯來到夏威夷附近，觸發機關顯露出一座在水下的神殿。注意到水下神殿顯現的衝天光束，索尼克跨海抵達神殿所在地，在突破神殿迷宮後於王者翡翠前索尼克再度與納克魯斯战斗，蛋頭博士趁兩人戰鬥之時偷走了王者翡翠並傳送離開，索尼克和納克魯斯一同逃出崩塌的神殿并同意一起合作對抗蛋頭博士，此時塔爾斯駕駛著双翼飞机出現並加入他們。
返回綠山鎮的蛋頭博士摧毁了前來抓他的G.U.N.的部队，并將其裝備分解重新创造了一个與他長相相似的巨型机器人。而在巨型機器人即將肆虐小鎮之際，索尼克、塔爾斯和納克魯斯出現並一起与机器人战斗，戰鬥中他們奪回了王者翡翠，但被奪走能量的王者翡翠突然自行碎裂分解成碎片，正當蛋頭博士要給予索尼克最後一擊時，索尼克使用七顆混沌翡翠变成了超级索尼克。并摧毁了机器人，然后驱散了翡翠并恢复了正常状态。納克魯斯拾起了王者翡翠碎片並將之復原，并同意與索尼克和塔爾斯来共同保护它。三人与華卓斯基一家一起恢复了田园诗般的生活。
史東潜入G.U.N.，开始在機器人的废墟中寻找蛋頭博士。此時一名特工向G.U.N.指挥官沃尔特斯报告说，一份50年前的文件被发现，该文件载有一个研究设施的坐标，该设施是“夏特计划”的所在地。

## 演員
- 金·凱瑞飾演伊沃·「蛋頭」·羅伯尼克博士（Dr. Ivo "Eggman" Robotnik）（日語配音：山寺宏一；中文配音：孫誠（台灣）、蔡忠衛（香港））

瘋狂科學家及發明家，受委託開始調查索尼克引起的事件後，由於發現他的能力而開始瘋狂執迷於要抓到索尼克。於上集被索尼克困在蘑菇星球後因故得而逃脫回到地球，並找來納克魯斯一起向索尼克復仇及尋找潛藏強大力量的王者翡翠。
- 詹姆斯·馬斯登飾演湯姆·華卓斯基（Tom Wachowski）（日語配音：中村悠一；中文配音：宋昱璁（台灣）、黎景全（香港）)

綠丘鎮的警長，在地球第一位交上的朋友，協助索尼克逃亡以及對抗蛋頭博士。他被索尼克戲稱為「甜甜圈大王」。
- 蒂卡·桑普特飾演麥蒂·華卓斯基（Maddie Wachowski）（日語配音：井上麻里奈；中文配音：沈諠婈（台灣）、顧詠雪（香港））

湯姆妻子，獸醫，與老公一同協助索尼克。她被索尼克戲稱為「蝴蝶酥女士」。
- 亞當·帕利飾演韋德·威波（Wade Whipple）（日語配音：吉田烏龍太；中文配音：夏治世（台灣）、賈澤麟（香港））

小鎮警員，湯姆好友。做事情有點靠不住。
- 娜塔莎·羅斯威爾飾演瑞秋（Rachel）(日語配音：齊藤幸江；中文配音：錢欣郁（台灣）、馬慧琪（香港））

麥蒂姐姐，有個女兒喬喬（Jojo）（日語配音：藤田麻美；中文配音：徐子晴（台灣）、鄭佩嘉（香港））。似乎不怎麼喜歡湯姆。後與藍道結婚。
- 薛馬·摩爾飾演藍道（Randall）（日語配音：咲野俊介；中文配音：夏治世（台灣）、黃文偉（香港））

瑞秋的未婚夫，實為G.U.N.臥底特工。但真心愛著瑞秋。
- 李·马贾道布（英语：Lee Majdoub）飾演史東特工（Agent Stone）（日語配音：濱野大輝；中文配音：江志倫（台灣））

蛋頭博士的忠心助手，喜歡蛋頭博士。

### 配音角色
- 本·施瓦茨配音索尼克（Sonic，兼面部動作捕捉）（日語配音：中川大志、寺嶋眞秀（幼年）；中文配音：郭霖、戴維均（幼年）（台灣）、張裕東（香港））

具有超音速速度的外星刺蝟，十年前因為敵人盯上其能力並且到他的故鄉要綁架他，於是被長爪護送到地球生活。自此居於綠丘鎮，並成為湯姆一行人的好友。定居後不斷行俠仗義，期間遇上塔爾斯，並得要聯手去防止蛋頭博士一行人奪得王者翡翠。
- 柯琳·維拉德（英语：Colleen Villard）配音塔爾斯（Tails）（日語配音：廣橋涼；中文配音：穆宣名（台灣）、何璐怡（香港））

具有飛行能力的外星雙尾狐狸，索尼克的搭檔，為了尋找索尼克而來到了地球；擅長發明。
- 伊卓瑞斯·艾巴配音納克魯斯（Knuckles）（日語配音：木村昴；中文配音：胡鎮璽（台灣）、陳旭恆（香港））

具有強大力量的外星針鼴，索尼克「暫時」的勁敵。為對抗索尼克不惜與蛋頭博士聯手。與索尼克一樣，十年前敵人入侵索尼克的故鄉當日失去至親，打算對索尼克展開報復。
此外，夏特於片尾彩蛋登場。

## 製作
2020年1月，金·凱瑞表示有興趣繼續出演2020年電影《音速小子》的續集。2020年3月，詹姆斯·馬斯登確認已經簽署多部《音速小子》續集的片約。2020年4月，馬斯登表示續集將出現多個新角色，包括在《音速小子》的片尾彩蛋中出現的塔爾斯。2020年5月，派拉蒙影業確認正在開發《音速小子》的續集。傑夫·福勒回歸執導，派翠克·凱西和喬許·米勒回歸撰寫劇本。2020年12月，據報導納克魯斯將與新角色「藍道爾」一同出現在電影中。

### 拍攝
主體拍攝於2021年3月15日開始進行，暫定名稱為「翡翠山丘」（Emerald Hill），參考自《音速小子2》與 《刺猬索尼克3》中的關卡。拍攝於2021年5月12日殺青。

## 發行
《音速小子2》由派拉蒙影業於2022年4月8日美國上映。

## 迴響

### 評價
爛番茄根據182條評論，本片獲得69%的新鮮度，平均得分6/10，觀眾投票獲得92%的分數，平均得分為4.5／5。在Metacritic上，電影獲得47分。

### 票房
| 上一届： 《魔比斯》 | 2022年美國週末票房冠軍 第14週 | 下一届： 《怪獸與鄧不利多的秘密》 |

## 後續作品
2022年2月15日，世嘉和派拉蒙影業證實，纳克鲁斯的衍生影集和《音速小子3》處於開發階段。伊德瑞斯·艾尔巴將繼續飾演纳克鲁斯，影集將於2023年在流媒体平台Paramount+上發布。
2022年4月，在占·基利宣布考慮退出演藝圈後，監製尼爾·H·摩里茲及托比·阿舍爾證實，如果基利實行退休計劃，他將不會在任何續集中繼續飾演羅伯尼克博士，不過他們仍然希望能開發出足夠好的劇本讓他繼續出演這個角色。
2022年8月9日，派拉蒙影業在官方推特上宣佈續集《音速小子3》定檔2024年12月20日在美國上映。

## 外部連結
- 互联网电影数据库（IMDb）上《音速小子2》的资料（英文）
- Metacritic上《音速小子2》的資料（英文）
- 爛番茄上《音速小子2》的資料（英文）
- Box Office Mojo上《音速小子2》的资料（英文）
- AllMovie上《音速小子2》的资料（英文）
- 開眼電影網上《音速小子2》的資料（繁體中文）
- 时光网上《音速小子2》的資料（简体中文）
- 豆瓣电影上《音速小子2》的資料 （简体中文）